# コルト一家の近親相姦
コルト一家の近親相姦（コルトいっかのきんしんそうかん、英: Colt clan incest case）は、2012年にオーストラリアの一家によって行われていたことが発覚した事象で、1970年代にニュージーランドからオーストラリアに移住したジューン・コルトの親世代から始まった4世代にわたる近親相姦。
一家には、祖父母から母親、父親、息子、娘、叔母、叔父、甥、兄弟、姉妹まで、48人の成員がおり、全員が近親相姦を様々な組み合わせで行っていた。この事件では、ニューサウスウェールズの裁判所により「コルト」の名を含め全員が仮名で報道されている。

## 概要
20世紀前半、ティム・コルトとジューン・コルトはニュージーランドに住んでいた。1966年6月、ティムとジューンは結婚し、1970年代にビクトリア州に移住する前に、マーサ、フランク、ポーラ、チェリー、ロンダ、ベティ、チャーリーという7人の子供を儲けた。調査の結果、ジューンの両親も兄弟姉妹の近親婚であった。
一家はベティ・コルトと彼女の弟チャーリー・コルトによって12人の子供と共に率いられた。一家は居住地の住民が不審がる前に頻繁に移住することで知られていた。彼らはニューサウスウェールズ州に移住し、シドニーの南西に3時間30分ほど移動した所にある小さな町の外側20マイルの場所に住んだ。
警察は最終的に荒れ果てたテントや小屋の中で窮地に瀕した状態にある約40人の家族を発見した。一家は兄妹・姉弟間や叔父姪間などで近親相姦を行い、子供を作っていた。遺伝子検査の結果、12人の子供の内11人が近親者間に生まれており、その中でも5人の両親は「非常に近い血縁関係」にあった。
事件発覚後に12人の子供たちは保護され、心理学者による調査や精神治療のプログラムを受けたり、養子として里親の元に引き取られていったりした。